# Rüstungen

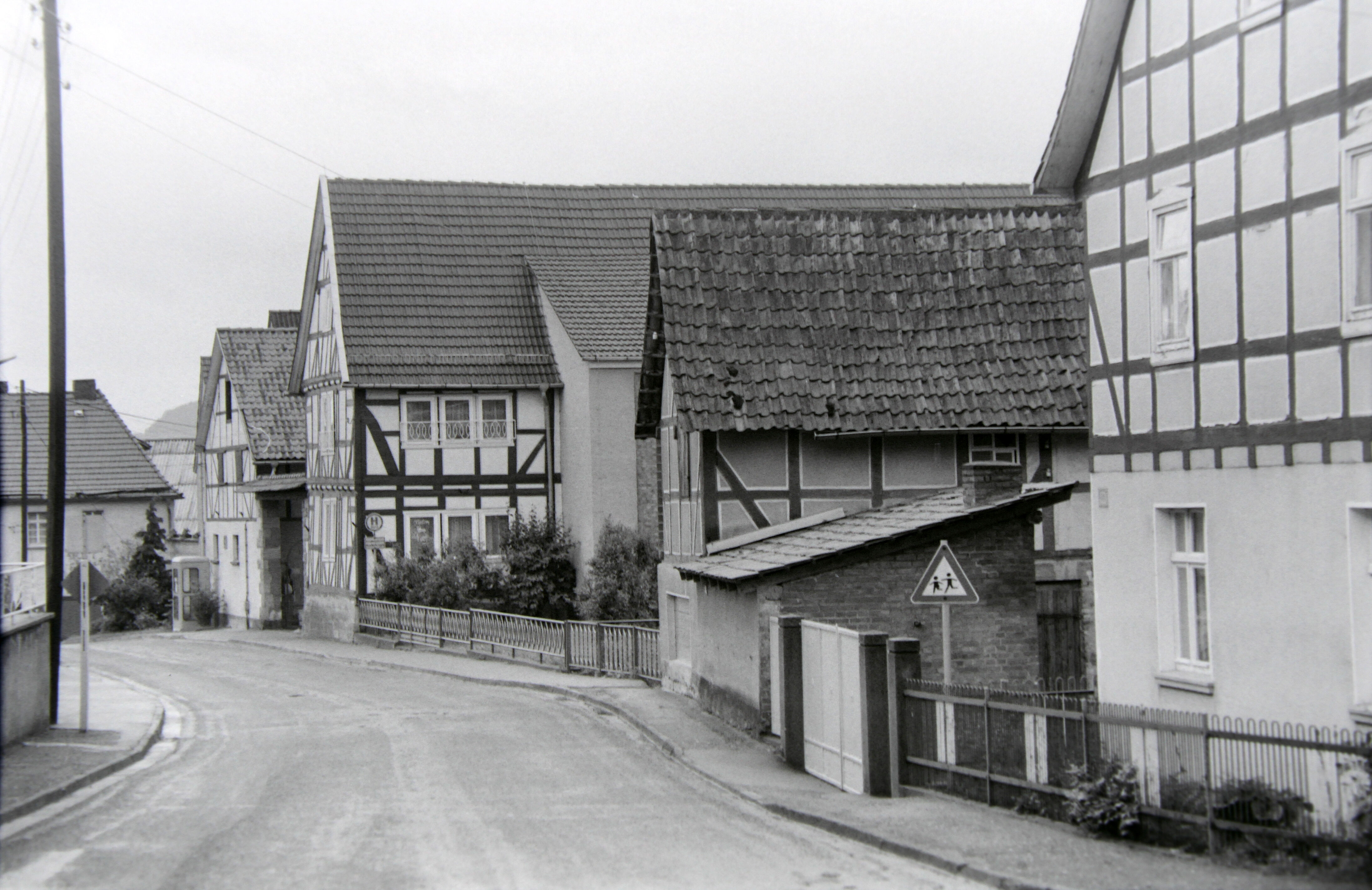
Rüstungen im Jahr 1991

Rüstungen ist ein Ortsteil von Schimberg im Landkreis Eichsfeld in Thüringen.

## Lage
Rüstungen liegt etwa 10 Kilometer südlich von Heilbad Heiligenstadt in einer Talsenke zwischen den Höhenzügen des Oberen Eichsfeldes (Höheberg: 520,8 m und Hühneberg: 452,4 m) im Nordosten, des Misseröder Kalkrücken (Siebertsburg: 424,0 m) im Südosten und der Gobert (Großer Knüll: ca. 450 m) im Westen. Die Landesstraßen 1003 und 2026 führen durch den Ortsteil. Die Flur ist kupiert und wird überwiegend landwirtschaftlich genutzt, die Anhöhen sind auch bewaldet.

## Geschichte
Im Jahre 1327 wurde das Dorf erstmals urkundlich erwähnt und gehörte zum Amt Greifenstein. 1464 besaß Hermann Diede Güter in Rüstungen, 1583 verkaufte die Familie diese an den Landgrafen von Hessen, der sie wiederum im Tausch an den Kurfürsten von Mainz gab. 1799 erbaute man auf den mittelalterlichen Grundmauer eine neue Kirche, der Turm selbst stammt aus dem 16. Jahrhundert. 
Der Ort lag von 1952 bis 1989 in der Sperrzone an der Innerdeutschen Grenze. Von 1962 bis 1964 wurde eine neue Schule gebaut, in der bis 1993 Schüler auch aus mehreren Nachbarorten unterrichtet wurden.  2009 wohnten in dem ehemals landwirtschaftlich geprägten Dorf 260 Personen.

## Sehenswertes
Im Dorfkern befinden sich die römisch-katholische Kirche St. Martin, zahlreiche Fachwerkhäuser und ein Anger, am Ortsrand gibt es eine Schutzhütte und einen Grillplatz. In der abwechslungsreichen Landschaft ist Rüstungen Ausgangspunkt für zahlreiche Wanderziele, unter anderem zum Schlittstein, einer Dolomitaufwölbung innerhalb der Eichenberg–Gotha–Saalfelder Störungszone.